# Поліемболокойламанія
Поліемболокойламанія — акт введення чужорідних тіл у такі отвори, як анус й отвори уретри та піхви. Він часто спостерігається у пацієнтів із синдромом Сміта-Магеніса. Якщо це робиться з метою отримання сексуального задоволення, це можна вважати парафілією.